# Szekirci
Szekirci (macedónul: Секирци) település Észak-Macedóniában, a Pelagonijai körzet Dolneni járásában.

## Népesség
| Lakosok száma | 666  | 642  | 543  | 473  | 423  | 330  | 258  | 302  |
|               | 1948 | 1953 | 1961 | 1971 | 1981 | 1991 | 1994 | 2002 |

2002-ben 302 lakosa volt, akik mindannyian macedónok.